# 西消防署 (名古屋市)
西消防署（にししょうぼうしょ）は、名古屋市西区を管轄する名古屋市消防局の消防署。本署を同区児玉二丁目25番22号に置く。

## 概要
管轄する名古屋市西区を本署のほか、出張所3ヶ所によりカバーしている。前身は愛知県中村消防署西出張所であり、1940年（昭和15年）8月に設立された。翌年8月11日には愛知県西消防署として独立し、当時の西区ほぼ全域と中区の一部をその所管とした。当時の所在地は康生通二丁目20番地。また、同時に中村消防署那古野出張所が移管されている。1944年（昭和19年）2月には管轄が再編され、当初西区の一部を管轄していた愛知県中消防署とエリアの一部を交換し、西区全域を管轄すると同時に愛知県児玉消防署と改称した。
1948年（昭和23年）3月の名古屋市消防局発足により、名古屋市西消防署と改組される。1955年（昭和30年）の西春日井郡山田村の名古屋市編入に伴い、同村の範囲を管轄に編入している。1969年（昭和44年）4月8日には本署が康生通2丁目10番地に移転（住居表示により、のちに児玉二丁目25番22号となる）。

## 出張所
那古野出張所
1941年（昭和16年）8月11日、中村消防署より移管。1982年（昭和57年）4月8日廃止。
俵出張所
1942年（昭和17年）7月1日、北鷹匠町二丁目に設置。1945年（昭和20年）5月12日の空襲により焼失したため、同月31日廃止。
押切出張所
1943年（昭和18年）8月17日、押切町三丁目に設置。1967年（昭和42年）6月15日、天神山町一丁目43番地に移転。1980年（昭和55年）10月1日、住居表示実施に伴い、天神山町1番2号となる。
山田出張所
1967年（昭和42年）5月16日、山田町大字上小田井字北之川1051番地に設置。1975年（昭和50年）10月1日に町名制定に伴い、八筋町56番地に変更となる。
大野木出張所
1982年（昭和57年）4月8日、大野木五丁目10番地に設置。